# Fietsen De Geus
Fietsen De Geus is een Belgische winkelketen die fietsen, speedpedelecs en accessoires verkoopt. In 2025 had Fietsen De Geus 4 winkels, alle in de provincie Antwerpen. Het hoofkantoor en centrale magazijn zijn gevestigd in Mortsel.

## Geschiedenis
Fietsen De Geus werd in 1984 opgericht door Dirk Van Thillo en zijn vrouw Marie-Jeanne Theunissen. De winkel was gevestigd in de Geuzenstraat in de Antwerpse wijk 't Zuid. Aan de straatnaam ontleenden Van Thillo en Theunissen de naam van hun winkel.
De winkel bleef tot 2012 zeer kleinschalig. Toen nam ondernemer Thomas Vanderhoydonck de winkel over van de oprichters, die de pensioengerechtigde leeftijd hadden bereikt. Vanderhoydonck zette een periode van groei in. De winkel aan de Geuzenstraat werd uitgebreid met aanpalende winkelpanden en de ingang werd verplaatst naar de Marnixplaats. Ook volgenden er overnames: in 2018 nam Fietsen De Geus de Berchemse fietsenwinkel De Specht over, in 2021 volgde de Edegemse winkel Vliegend Hert, en in 2023 de Schotense Bak-Fiets-Kar Specialist. Deze overgenomen winkels kregen de naam Fietsen De Geus.
Van 2023 tot 2024 had Fietsen De Geus onder de merknaam De Geus Dert13n een filiaal waar uitsluitend racefietsen en gravelbikes werden verkocht.

## Liefdadigheid
Fietsen De Geus heeft een intern social project, De Geus Plus, waarmee het bedrijf mensen met een afstand tot de arbeidsmarkt opleidt tot fietsenmaker. De winkelketen zegt, in samenwerking met de Belgische organisatie Go Forest, een boom te planten per verkochte fiets. Het bedrijf doet donaties aan Tejo, een Vlaamse organisatie die gratis psychotherapie aanbiedt aan kinderen en jongeren. De oprichter van Tejo, Ingrid De Jonghe, is de moeder van Fietsen De Geus-eigenaar Vanderhoydonck.
In 2024 vierde de winkelketen zijn veertigste jubileum, wat gevierd werd met een recordpoging. Hierbij werd onder leiding van televisiepersoonlijkheid Pedro Elias een poging gedaan om de grootste liefdadigheidslevering ooit per bakfiets te doen.